# Swertia welwitschii
Swertia welwitschii är en gentianaväxtart som beskrevs av Adolf Engler. Swertia welwitschii ingår i släktet Swertia och familjen gentianaväxter. Inga underarter finns listade i Catalogue of Life.